# Красные Горы (Лужский район)
Кра́сные Го́ры — деревня в Толмачёвском городском поселении Лужского района Ленинградской области.

## Название
От гористых окрестностей, в которых есть слои красного суглинка.

## История
Усадище сельцо Красная Гора в Дремяцком погосте Новгородского уезда по переписи 1710 года числилось за помещиком Львом Васильевичем Нееловым.
В 1789 году в Знаменском погосте в Красных Горах была освящена построенная помещиком Семёном Скобельцыным деревянная церковь во имя Знамения Пресвятой Богородицы.
Село упоминается на карте Санкт-Петербургской губернии 1792 года, А. М. Вильбрехта под названием Красная Горка.

КРАСНЫЕ ГОРЫ — село, в оном: Церковь деревянная во имя Знамения Пресвятой Богородицы, число жителей по ревизии:

5 м. п., 8 ж. п. — церковнослужители.

13 м. п., 15 ж. п. — титулярной советницы Чернышовой.

17 м. п., 20 ж. п. — свободные хлебопашцы. (1838 год)

КРАСНЫЕ ГОРЫ — село Ведомства государственного имущества, по просёлочной дороге, число дворов — 9, число душ — 23. (1856 год)

КРАСНЫЕ ГОРЫ — число жителей по X-ой ревизии 1857 года: 27 м. п., 33 ж. п.

КРАСНЫЕ ГОРЫ — село разных владельцев при озере Красногорском, число дворов — 17, число жителей: 50 м. п., 47 ж. п.; Часовня православная. (1862 год)

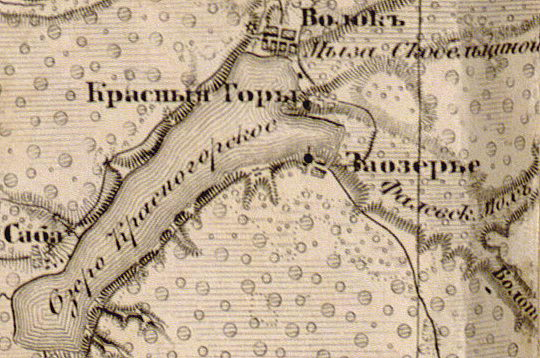
Село Красные Горы на карте 1863 года

Согласно карте из «Исторического атласа Санкт-Петербургской губернии», в 1863 году в селе Красные Горы располагалась мыза Скобельциной, а в смежной деревне Волок — водяная мельница.
В 1864 году в Красных Горах открылась школа.
Согласно подворной описи 1882 года:

КРАСНЫЕ ГОРЫ — село Красногорского общества Красногорской волости

домов — 30, семей — 20, число жителей — 55 м. п., 52 ж. п.; разряд крестьян — водворённые на собственной земле

В Красногорском приходе на 1883 год состояла 21 деревня и 2166 прихожан.
Село сборник Центрального статистического комитета описывал так:

КРАСНАЯ ГОРА — село бывшее государственное при озере Красногорском, дворов — 17, жителей — 80; церковь православная, мельница. (1885 год).

Крестьяне занимались хлебопашеством, заготовкой леса, дров и досок.
Согласно материалам по статистике народного хозяйства Лужского уезда 1891 года, одно из имений при селении Красные Горы площадью 5115 десятин принадлежало дворянам Н и З. З. Мухартовым, имение было приобретено до 1868 года; второе имение, площадью 50 десятин, принадлежало местному крестьянину М. Васильеву, имение было приобретено в 1882 году за 680 рублей; третье имение, площадью 97 десятин, принадлежало местному крестьянину Н. Ф. Тихомирову, имение было приобретено в 1884 году за 424 рублей.
В XIX — начале XX века село административно относилось к Красногорской волости 2-го стана Лужского уезда Санкт-Петербургской губернии, в селе жил полицейский урядник.

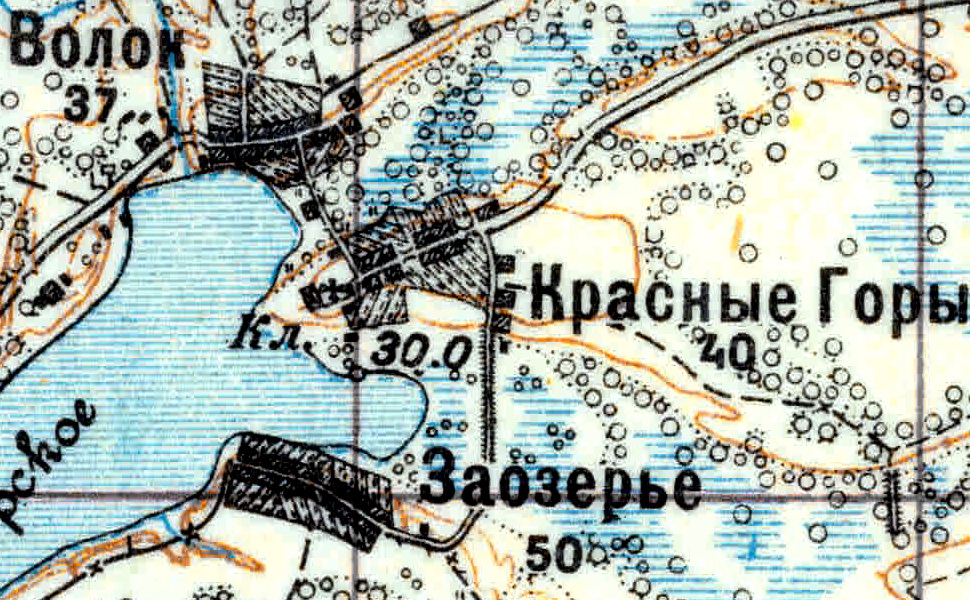
План села Красные Горы. 1926 год

В 1902 году на Всероссийской кустарно-промышленной выставке в Таврическом дворце от Лужского уезда были представлены «фисгармонии и гармонии», сработанные из местного дерева Иваном Игнатьевым и его двумя братьями в селе Красные Горы.
Согласно топографической карте 1926 года село насчитывало 40 крестьянских дворов и церковь.
По данным 1933 года село Красные Горы являлось административным центром Красногорского сельсовета Лужского района, в который входили 7 населённых пунктов: деревни Бежаны, Волок, Вяз, Заозерье, сёло Красные Горы, посёлок Красногорский, пустошь Черень, общей численностью населения 1336 человек.
По данным 1936 года в состав Красногорского сельсовета входили 7 населённых пунктов, 317 хозяйств и 6 колхозов.
Деревня была освобождена от немецко-фашистских оккупантов 9 февраля 1944 года.
В 1961 году население деревни составляло 166 человек.
По данным 1966 и 1973 годов деревня Красные Горы также находилась в составе Красногорского сельсовета и являлась его административным центром.
По данным 1990 года деревня Красные Горы входила в состав Толмачёвского сельсовета Лужского района.
В 1997 году в деревне Красные Горы Толмачёвской волости проживали 114 человек, в 2002 году — 117 человек (русские — 97 %).
В 2007 году Красные Горы Толмачёвского ГП — 95.

## География
Деревня расположена в северной части района на автодороге 41А-186 (Толмачёво — автодорога «Нарва») в месте примыкания к ней автодороги 41К-699 (Красные Горы — Заозерье).
Расстояние до административного центра поселения — 30 км. Расстояние до районного центра — 37 км.
Расстояние до ближайшей железнодорожной станции Толмачёво — 25 км.
Деревня находится на возвышенном полуострове в северной оконечности Красногорского озера.

## Демография
| 1862 | 2007 | 2010 | 2017 |
| ---- | ---- | ---- | ---- |
| 97   | ↘95  | ↘46  | ↗100 |

## Инфраструктура
Почта, библиотека и церковь.

## Улицы
Волокская, Горная, Дачная, Красногорская, Луговая, Озёрная.